# Віннету

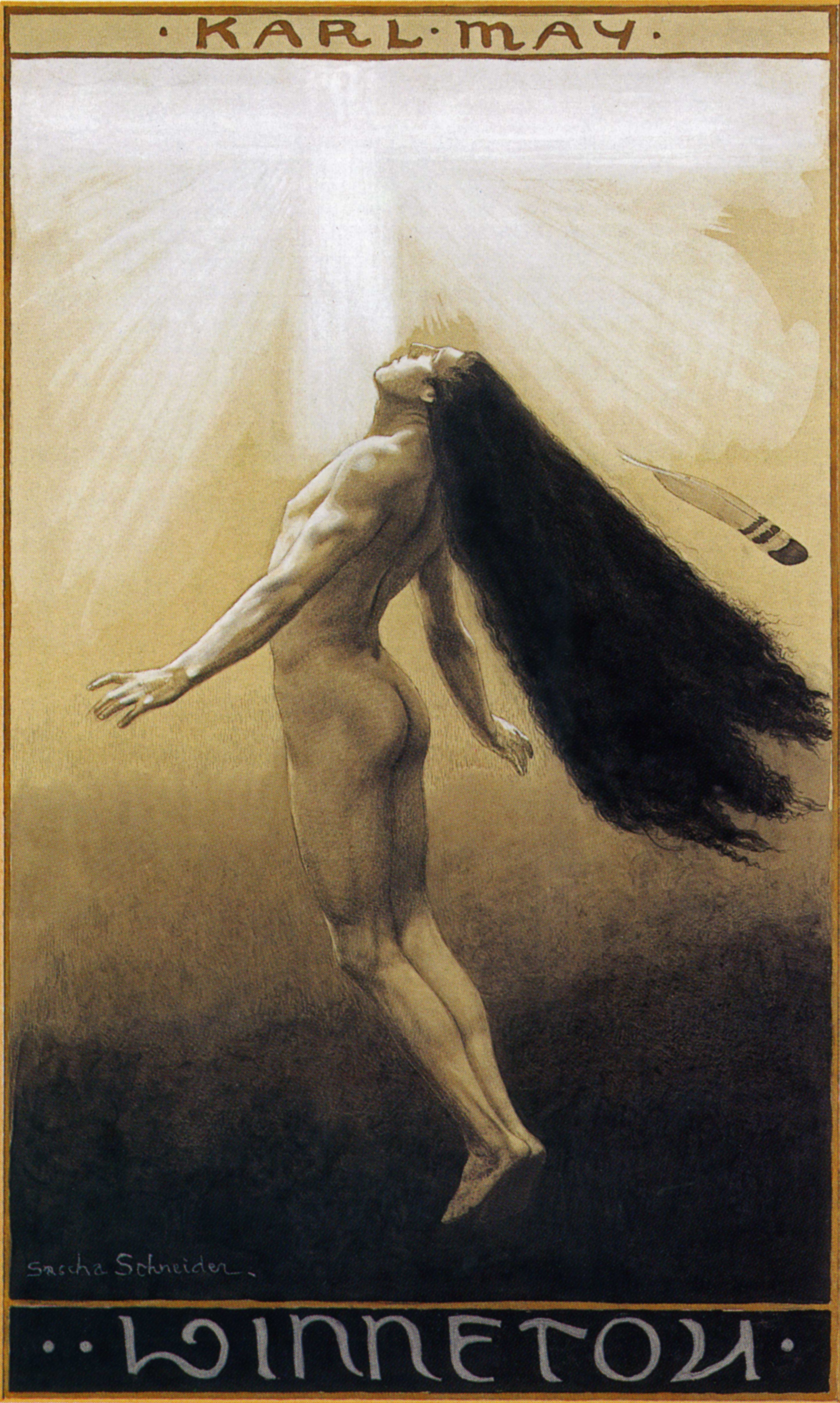
Віннету з ілюстрації Саші Шнейдера до книги Карла Мая «Віннету III», 1904

Віннету́ (нім. Winnetou) — вигаданий вождь племені апачів, головний герой низки книг Карла Мая.

## Коротка характеристика персонажа
Віннету, син вождя мескалеро-апачів, вірний своєму слову та відданий своїм друзям, відважний, але не безрозсудно, при цьому дуже розсудливий і шанований за це всіма місцевими племенами, навіть войовничими команчами.
Він чудовий вершник, майстерно володіє як вогнепальною, так і метальною зброєю, ножами, списами та ін. Знає звичаї американських колоністів, оскільки отримав гарну освіту в їхньому середовищі. У той же час він суворо дотримується звичаїв свого народу. По-чоловічому скромний і про себе вважає за краще говорити завжди в третій особі. Крім того він дуже толерантний і миролюбний, намагаючись всіляко перешкодити можливим конфліктам і залагодити їх суто мирними шляхами, істинний борець за мир і дружбу між корінним населенням Америки і європейськими переселенцями.
За переконаннями Віннету фаталіст і вірить, що все на світі вже зумовлено Маніту.

## Особливості втілення персонажа в кіно і на сцені
- Віннету у виконанні П'єра Бріса — червоношкірий джентльмен з інтелігентним тонким обличчям, вишуканими жестами. Його образ є втіленням благородства, сміливості, любові до природи й прагнення захистити індіанців від «білих вовків». На відміну від образу Віннету Карла Мая, який тенденційно зробив його безкорисливою тінню білого героя, Віннету в трактуванні П'єра Бріса став значно привабливішим, ніж схематичний Шатергенд у виконанні Лекса Баркера.[1]
- Гойко Мітіч, виконавець ролі Віннету у низці фільмів, не потребував дублерів: легко сідав на коня, плавав тощо. Як він зізнавався, найскладнішим трюком для нього було паління люльки миру, адже він ніколи не палив[2].
- Мітіч грав Віннету також у театральних постановках за мотивами романів письменника Карла Мая.
- Образ Віннету, втілений Мітічем на екрані був настільки переконливий, що це підтвердили самі корінні американські жителі[3]:

 — Чингачгук, Гострозорий Сокіл, Віннету… А із справжніми індіанцями спілкувалися коли-небудь? 
 — Один американський журналіст зацікавився моїми фільмами, показав їх у резерваціях. Ми познайомилися, і в один прекрасний момент я опинився в гостях у індіанців, що дотримуються давніх традицій. Вони прийняли Гострозорого Сокола і дивувалися, як блідолиций європеєць створив такі правдиві образи їхніх предків. Мені тоді вручили індіанський амулет, у відповідь я дістав привезені подарунки, у тому числі коробку хорошого тютюну. У відповідь мені подарували індіанське покривало і прийняли до племені, так що я тепер можу вважати себе справжнім індіанцем. Мені навіть дали нове ім'я. Шаман запитав, чи є в мене, як це водиться у індіанців, прообраз у тваринному світі. Я відповів «ні». Він сказав: «Подумай про тварину». Я закрив очі і тут же побачив вовка, який дивиться на мене пильно. Коли я розкрив очі, шаман поглянув на мене і сказав: «Ти — вовк»! Я був приголомшений. Так що тепер я справжній індіанець на ім'я Вовк.

- Червону пов'язку Віннету у виконанні Мітіча скопіював Сільвестер Сталлоне в трилогії «Рембо»[4].
- Кожна чергова стрічка про Віннету ставала «блокбастером»[5].

## Фільмографія
В ролі Віннету — П'єр Бріс
- «Скарби Срібного озера» (1962)

П'єр Бріс у ролі Віннету

- «Віннету» (у радянському прокаті — «Віннету — син Інчу-Чуна: Хижаки з Россвеля»; в американському — «Золото апачів») (1963)
- «Олд Шаттергенд» (у радянському прокаті «Віннету — вождь апачів») (1963)
- «Віннету 2» (у радянському прокаті — «Віннету — син Інчу-Чуна») (1964)
- «Серед шулік» (1964)
- «Нафтовий король» (1965)
- «Віннету 3» (1965)
- «Вірна Рука — друг індіанців» (1965)
- «Віннету та напівкровок Апаначі» (1966)
- «Громовержець і Віннету» (1966)
- «Віннету і Шаттергенд у долині мертвих» (1969)
- «Повернення Віннету», частини 1 і 2 (1998)

В ролі Віннету (ТБ)— Гойко Мітіч
- Karl-May-Spiele: Im Tal des Todes (2002)
- «Олд Шаттергенд» Karl-May-Spiele: Old Surehand (2003)
- Karl-May-Spiele: Unter Geiern — Der Sohn des Bärenjägers (2004)
- Karl-May-Spiele: Winnetou und das Geheimnis der Felsenburg (2005)
- «Віннету» Karl-May-Spiele: Winnetou (2006)